# Pere III de Grevalosa
Pere III de Grevalosa fou un noble català, Senyor de Castellar, fill de Pere II de Grevalosa i la seva dona Francesca. El 21 de juliol de 1347 el seu pare li traspassar l'herència del Castell però poc després davant del Veguer de Manresa es penedia de la donació que havia fet al seu fill. Fins i tot el pare ven el feu de Castellar a un ciutadà de Manresa anomenat Francesc Ferreres per 100.000 sous i aquest en pren possessió el dia 28 de novembre del mateix any. Al cap de tres anys, el 1350, Francesc Ferreres declara que la venda fou simulada i finalment el feu de Castellar torna a quedar a mans dels Grevalosa. El 9 de novembre de 1356 el seu pare ja és mort, perquè en Pere dona 100 lliures a Guillem Cellers, canonge de la Seu de Manresa en nom seu.
Pere es va casar en primeres núpcies amb Margarida del Camp, En data 8 de març de 1359 signar rebut del dot de la seva dona, a on curiosament apareix una permuta d'una esclava sarraïna que es diu Fàtima. Aquest mateix any, el senyor de Castellar paga una contribució al rei, per sufragar la guerra amb Castella. El 1365 Pere tenia confiscat el castell per ordres del duc de Girona que és el títol que es donava al fill del rei i hereu seu.
El 1360 el rei Pere III té problemes de finançament i ven la jurisdicció civil i criminal dels castells de Súria, Castelladral, Castellar i el Seguer a la ciutat de Manresa. A partir d'aquesta data els Senyors de Castellar tindran un llarg litigi amb la ciutat de Manresa que durarà més de quatre segles.
El 1373 troben morta la seva dona Margarida i els seus germans acusen a Pere davant del Veguer de Manresa d'assassinar-la. Donat que era tonsurat, temporalment el bisbe de Vic el reté per protegir-lo. El mes d'agost d'aquell mateix any el veguer de Manresa rep una carta reial que li ordena de fer justícia contra Pere de Grevalosa que és condemnat, però el castic no durar gaire, perquè el 1374 els germans de Margarita van rebre una compensació i van absoldre el cunyat. I poc després va ser perdonat pel rei Pere amb la condició de participar en la guerra contra el seu enemic Pere I el Cruel de Castella que havia entrat amb les seves tropes al Principat.
El 1377 Pere de Grevalosa es torna a casar amb Blanca Vilella, vídua de Jaume de Copons i filla de Pere Vilella, ciutadà de Manresa. Se'ls coneixen tres fills Pere, Francesc i Ramon. Pel març de 1383 Pere de Grevalosa ja era mort i trobem hereu del feu de Castellar el seu fill Pere Grevalosa i Vilella el quart Pere.